# Jacqueline Seifriedsberger
Jacqueline Seifriedsberger (Ried im Innkreis, 20 de enero de 1991) es una deportista austríaca que compite en salto en esquí.
Ganó siete medallas en el Campeonato Mundial de Esquí Nórdico entre los años 2013 y 2025.
En los Juegos Europeos de Cracovia 2023 consiguió dos medallas de oro, en trampolín normal individual y trampolín normal por equipo mixto.

## Palmarés internacional
| Campeonato Mundial | Campeonato Mundial     | Campeonato Mundial | Campeonato Mundial       |
| Año                | Lugar                  | Medalla            | Prueba                   |
| ------------------ | ---------------------- | ------------------ | ------------------------ |
| 2013               | Val di Fiemme (Italia) | Medalla de plata   | TN equipo mixto          |
| 2013               | Val di Fiemme (Italia) | Medalla de bronce  | TN individual            |
| 2017               | Lahti (Finlandia)      | Medalla de plata   | TN equipo mixto          |
| 2019               | Seefeld (Austria)      | Medalla de plata   | TN por equipo            |
| 2023               | Planica (Eslovenia)    | Medalla de plata   | TN por equipo            |
| 2025               | Trondheim (Noruega)    | Medalla de plata   | TN por equipo            |
| 2025               | Trondheim (Noruega)    | Medalla de bronce  | TG por equipo mixto      |
| Juegos Europeos    |                        |                    |                          |
| Año                | Lugar                  | Medalla            | Prueba                   |
| 2023               | Zakopane (Polonia)     | Medalla de oro     | TN individual (EV)       |
| 2023               | Zakopane (Polonia)     | Medalla de oro     | TN por equipo mixto (EV) |